# The Almost
The Almost ist eine US-amerikanische Rockband aus Clearwater (Florida). Die Band, die 2005 gegründet wurde, war zunächst das Solo-Projekt von Aaron Gillespie, der vor allem als Schlagzeuger und Sänger der amerikanischen Metalcoreband Underoath bekannt wurde.

## Geschichte
Es gibt kein definitives Datum an dem The Almost gegründet wurde. Am 1. Oktober 2005 erstellte Aaron Gillespie einen Account für die Band auf der US-amerikanischen Website Myspace, noch bevor er der Öffentlichkeit jemals einen Song präsentiert hatte. Nur drei Tage später veröffentlichte Gillespie auf der Seite erste Demotapes der Songs I Mostly Like to Copy Other People und They Say You Can Never Write I Told You So in a Song But Here I Go.
Gillespie schrieb die ersten Songs für The Almost alle während er zeitgleich das Album Define the Great Line mit seiner damaligen Band Underoath aufnahm.
2007 tourte die Band unter anderem mit Paramore. Im selben Jahr erschien auch ihr erstes Album Southern Weather. Die Band veröffentlichte nach ihrem Debütalbum 2008 ihr zweites Album No Gift to Bring sowie 2009 die EP Monster und das darauf folgende Album Monster Monster. Die Alben erschienen alle unter dem Label Tooth & Nail Records.